# Benjamin Lancar
Pour les articles homonymes, voir Lancar.
Benjamin Lancar, né le 7 septembre 1985 à Paris, est un homme politique français. Il est président des Jeunes Populaires, l'organisation de jeunesse de l'UMP, entre 2008 et 2012, ainsi que conseiller régional d'Île-de-France de 2010 à 2012.

## Famille et vie privée
Benjamin Lancar est le troisième enfant d'une famille tunisienne juive qui a émigré en France en 1956. Son père a été successivement plombier, vendeur de chaussettes et romancier.

## Formation
Benjamin Lancar est élève au collège puis au lycée Condorcet. Il entre en classe préparatoire au lycée Carnot en 2003 avant d’intégrer HEC en 2005. 
Il obtient en 2005 également une licence d’histoire. 
En 2008, il entre à l'IEP de Paris, où il obtient un master ès affaires publiques en 2011. En 2012, il est admis à l'ENA, dont il sort auditeur à la Cour des comptes en 2014.

## Carrière politique

### Président des Jeunes populaires
Benjamin Lancar a réellement commencé à être sur le devant de la scène militante à l'occasion de la création en 2006 et du développement de l'UMP Grandes-Écoles.
Il est élu président des Jeunes Populaires par son Conseil national. Il succède ainsi à Fabien de Sans-Nicolas, au terme d'une élection qui a donné lieu à de vives tensions et à des accusations de pressions internes,. 
Il lance des opérations de communication retentissantes parfois contestées : les « révolutionnaires », les Pépites de la Nation, le Lip-dub des Jeunes Populaires, etc. Sa méthode de communication, basée sur le « buzz » et la provocation, lui vaut les critiques de ses opposants et, parfois, de son propre camp,.
Lors des élections européennes de juin 2009, Benjamin Lancar est en onzième position sur la liste UMP dans la circonscription d'Île-de-France. Les cinq premiers ont été élus.

### Conseiller régional

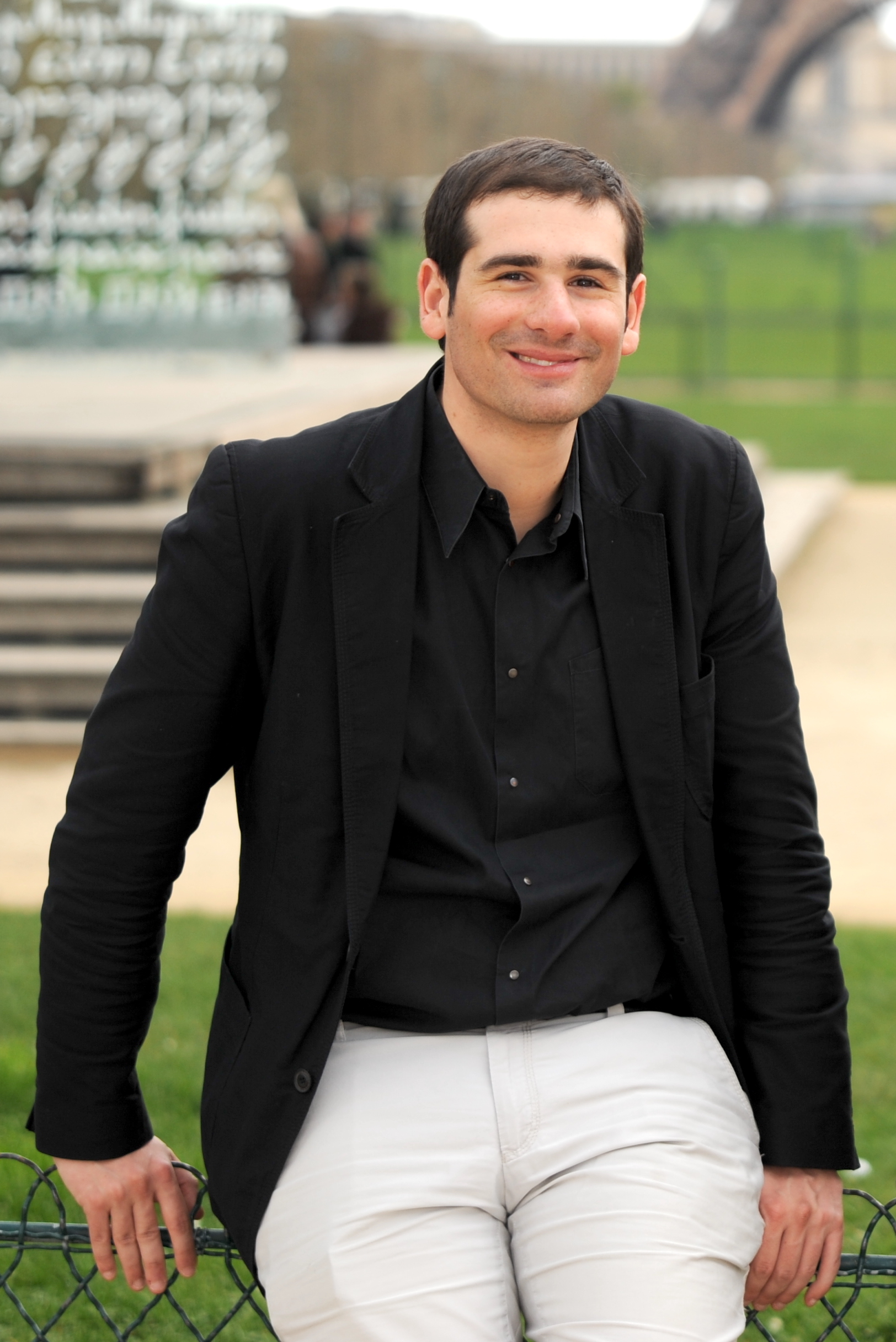
Benjamin Lancar, le 07 avril 2010 à Paris.

Lors des élections régionales de 2010, il est élu conseiller régional d'Île-de-France à Paris sur la liste de Valérie Pécresse.
À l'été 2010, il est candidat à sa réélection à la présidence des Jeunes Populaires malgré un bilan critiqué par ses détracteurs qui l'accusent de verrouiller sa réélection. Des fraudes en sa faveur ont également été dénoncées, et deux actions en annulation ont été déposées. L'élection d'un conseiller national a été annulée par la justice. Il est réélu le 22 août 2010 avec 78,20 % des voix face à Aurore Bergé (180 voix, 11,82 %), Laurent Dubois (53 voix, 3,48 %), Louis Morin (45 voix, 2,95 %), Mike Borowski (29 voix, 1,90 %) et Niels Verdonk (25 voix, 1,64 %).
Le 16 février 2011, il est nommé secrétaire national de l'UMP à la Nouvelle économie.
Il est le candidat de l'UMP aux élections législatives de 2012 dans la cinquième circonscription de Paris. Il obtient 29,90 % et est battu par Seybah Dagoma au second tour.
À l'occasion de l'élection pour la présidence de l'UMP de 2012, Benjamin Lancar soutient François Fillon ,.

## Carrière professionnelle
Le 31 décembre 2012, après son admission à l’ENA, Benjamin Lancar démissionne de son poste de président de l'organisation des jeunes adhérents de l'UMP.
Fin 2014, Benjamin Lancar sort au 13e rang de la promotion « Jean de la Fontaine » de l'ENA, et devient auditeur à la Cour des comptes. Il donne à partir de janvier 2015 des cours à Sciences Po Paris, sur la politique économique et de méthodologie pour la préparation du concours de l'ENA. Il donne aussi des cours de finances publiques à la prép'ENA de l'Institut privé de préparation aux études supérieures (IPESUP). Il est membre de la DNCG au sein de la LFP.
Il quitte très rapidement le secteur public pour rejoindre la maison L'Oréal.